# Туризм неготельного типу
Туризм неготельного типу — це різновид туризму, де турист обирає як засіб розміщення не готельні приміщення. До таких закладів, що надають умови проживання і є не готельного типу, належать: намет, бунгало, автофургон, ротель, квартира, кімната, дача, яхта.